# James Howard McGrath
James Howard McGrath (Woonsocket, 28 novembre 1903 – Narragansett, 2 settembre 1966) è stato un politico statunitense, procuratore generale degli Stati Uniti sotto il presidente degli Stati Uniti d'America Harry Truman e in precedenza senatore e governatore per lo stato del Rhode Island.

## Biografia
Nato e cresciuto nello Stato del Rhode Island, McGrath mosse i primi passi nella politica durante gli anni trenta e aderì al Partito Democratico.
Fra il 1941 e il 1945 fu governatore del Rhode Island, dall'ottobre 1945 all'ottobre 1946 avvocato generale degli Stati Uniti d'America, per poi venir eletto al Senato. Poco più di due anni dopo il Presidente Harry Truman lo scelse per far parte del suo gabinetto di governo nelle vesti di procuratore generale. Nel 1952 rassegnò le proprie dimissioni dopo essersi rifiutato di collaborare in un'inchiesta sulla corruzione e si ritirò quindi a vita privata per svolgere la professione di avvocato.
Nel 1960 Mcgrath si candidò nuovamente al Senato, ma venne sconfitto nelle primarie democratiche da Claiborne Pell. Alla sua morte, avvenuta nel 1966, McGrath venne seppellito nel cimitero di St. Francis a Pawtucket.